# San José Buenavista, San Lucas
San José Buenavista är en ort i Mexiko.   Den ligger i kommunen San Lucas och delstaten Chiapas, i den sydöstra delen av landet, 700 km öster om huvudstaden Mexico City. San José Buenavista ligger 673 meter över havet och antalet invånare är 644.
Terrängen runt San José Buenavista är varierad. Runt San José Buenavista är det ganska glesbefolkat, med 30 invånare per kvadratkilometer. Närmaste större samhälle är San Cristóbal de las Casas, 15,4 km nordost om San José Buenavista. Omgivningarna runt San José Buenavista är en mosaik av jordbruksmark och naturlig växtlighet.